# Базильський Гаврило Макарович
Гаври́ло Мака́рійович Бази́льський (*25 березня 1880, с. Соколівка Уманського повіту — †17 жовтня 1937) — український військовий діяч, генерал-хорунжий Армії Української Народної Республіки.
Відповідно до українського законодавства є борцем за незалежність України у XX столітті.

## Життєпис
Гаврило Базильський народився 25 березня 1880 року. Походив із селян села Кищинці по батьковій лінії, утім, його батько переїхав до села Соколівки Уманського повіту Київської губернії. Його рід у Кищинцях відомий із середини 18 століття (перші відомі його предки — брати «Базильщуки» згадані як гайдамаки в середині 18 століття). Є вагомі підстави вважати, що майбутній генерал з'явився на світ таки в Кищинцях і переїхав до Соколівки до родичів матері, а Макар Базильський ще в останні роки 19 століття відомий як кищинський староста.
Склав іспити на звання однорічника в Золочівській гімназії (Харківська губернія).

### У Російській армії

В часі служби в РІА

30 вересня 1900 року вступив на військову службу однорічником 2-го розряду до 175-го піхотного Батуринського полку, що тоді дислокувався в Умані. 4 вересня 1901 року складав вступні іспити до Чугуївського піхотного юнкерського училища, але невдало. 3 вересня 1902 року склав іспити успішно, проте не пройшов за конкурсом. 17 жовтня 1902 року був зарахований до училища поза штатом.
22 квітня 1905 року закінчив Чугуївське піхотне юнкерське училище за 2-м розрядом, вийшов підпоручиком до 200-го піхотного резервового Іжорського полку (с. Медвежий Стан під Санкт-Петербургом). У 1911 році був переведений до 74-го піхотного Ставропольського полку (Кам'янець-Подільський, згодом — Умань). Восени 1912 поручик Базильський пішов працювати до Маньківського чотирикласного міського училища.
З початком Першої світової війни був переведений до 258-го піхотного Кишинівського полку, який розгортався з кадрів 74-го Ставропольського; воював у Галичині. За бої 5-10 жовтня 1914 року під селом Урож (тепер Дрогобицького району), коли він особисто очолив атаку роти, нагороджений Георгіївською зброєю; позачергово присвоєно чин капітана. У складі полку під час боїв був контужений та поранений. Командував ротою протягом 7 місяців, виконував обов'язки помічника командира полку з господарчої частини протягом 11 місяців. З 12 березня 1917 року — виконувач обов'язків командира 258-го піхотного Кишинівського полку (зі старшинством від 21 грудня 1916, затверджений на цій посаді наприкінці червня 1917 року). 16 червня 1917 року дістав звання полковника. За Першу світову війну Базильський мав блискучі атестації начальства і був нагороджений Георгіївською зброєю, трьома ступенями ордена Святої Анни, двома Святого Станіслава, орденом Святого Володимира 4 ступеня з мечами і бантом. Деякі дослідники стверджуть, що він був відзначений ще й орденом Святого Георгія IV ступеня, солдатською відзнакою Святого Георгія IV ступеня з лавровою гілкою та «всіма бойовими орденами до Святого Володимира ІІІ ступеня з мечами та биндою». Але про ці нагороди відсутня інформація в Повному послужному списку та Атестації за 1917 рік. Та й третя ступінь ордена Святого Володимира бинди (банта) не передбачала, бо носили нагороду на шиї.

### На службі Україні

Уряд Директорії та вище командування Армії УНР після наради в Ялтушкові, 7.11.1920 р.
Перший ряд: Іван Омелянович-Павленко (1), Симон Петлюра (2), Михайло Омелянович-Павленко (3), Гаврило Базильський (4).
Другий ряд: Андрій Лівицький (5), Олександр Саліковський (6).
Третій ряд: Євген Архипенко (7), Олександр Удовиченко (8), Олексій Галкин (9), Олександр Загродський (10), Пінхас Красний (11), Марко Безручко (12), Андрій Долуд (13), Петро Ліпко (14), Андрій Гулий-Гуленко (15), Сергій Тимошенко (16)

У 1917 році став ініціатором українського військового руху у 65-й піхотній дивізії, до складу якої входив 258-й Кишинівський полк. 23 червня Базильський підписує постанову про закладання українських бібліотек при кожному батальйоні. Влітку організував український курінь у складі свого полку. Для українізації об"їздив два корпуси 9-ї російської армії, йому в цьому сприяв Спиридон Білецький, комісар Центральної Ради при ІХ-й російській армії. Наприкінці 1917 року українізував дивізію.
Під час наступу російсько-більшовицьких військ наприкінці 1917-на початку 1918 Базильський повів «український збірний відділ» в кількості 10 000 багнетів, 500 шабель, 10 гармат і 3 автопанцерників з румунського міста Кимпулунг в Україну, румуни намагалися роззброїти українців. Дивізія зупинилася біля Кам'янця, де стояли збільшовичені сили.
Нічого не знаючи про Брестські домовленості, полковник Базильський приводить підпорядковані сили в повну бойову готовність, лише втручання комісара УЦР Остапури та генерала Єрошевича запобігло збройному зіткненню.
Після оголошеної Центральною Радою демобілізації більшість козаків і старшин розійшлися по домівках, Базильський рештки дивізії переводить у березні 1918 року до Умані (до місця формування у 1914 році). До червня 1918 року — виконувач обов'язків начальника 65-ї піхотної дивізії Армії Української Держави. З 10 липня 1918 року — командир 42-го (згодом 32-го) пішого Сумського полку (колишнього 258-го Кишинівського) 11-ї пішої дивізії 6-го АК Армії Української Держави, заступником був стройовий полковник Олександр Фофанов. Під час протигетьманського повстання Базильський підтримав Директорію. З грудня 1918 року — начальник 11-ї пішої кадрової дивізії.
| До характеристики генерала Базильського як вояка треба додати, що на фронті він був знаний з того, що під час бою його можна було знайти тільки на передовій лінії - під ворожими кулями, перед якими він ніколи не бив поклонів. Поле бою залишав останнім. | — підполковник В.Євтимович.
Численні бої з великими втратами мали такий наслідок, що на основі 11-ї армії командування сформувало бригаду Південно-Східної групи, комбриг Базильський в квітні 1919 призначений виконувати обов"язки 8-го Катеринославського коша. В цей час певні українські частини зазнали інтернування, але ненадовго, в травні румуни переправили козаків на Волинь, однак, порушивши умови, зброї не повернули. Близько місяця виконував обов"язки 6-ї, а з 11 червня 1919 року — начальник 8-ї Запорізької дивізії. Очолювана ним дивізія взяла безпосередню участь в боях за Староконстянтинів, Проскурів, Ярмолинці, Липовець й в наступі на Київ. Генерал М.Капустянський в спогадах завважує, що 8-а дивізія в середині серпня вела бої біля Липовця «з цілою бригадою червоних» і полонила півтисячі червоноармійців.
31 серпня дивізія пройшла переможним маршем вулицями Києва, проте негайно надійшов наказ генерала А.Кравса, якому підпорядковувалися 6-а й 8-а дивізії, про відступ зі столиці України. В перших числах вересня 1919 8-а Запорізька дивізія Базильського вирушає назустріч Добровольчій армії та Одеській червоноармійські групі Йони Якіра, яка прорвала фронт, з"єдналася з основними частинами й розпочала наступ. Дивізія мала наказ розбити наступаючого ворога й вийти на лінію Кодима — Ольгопіль — Устьє, нерівні бої тривали з перемінним успіхом; самотужки втримати Вапнярський залізничний вузол 8-ма не могла, на підмогу очікувати було нізвідки — всі сили Армії УНР були задіяні в боях на фронті. Перебуваючі в безперервних боях запорожці повільно відступають до Могилева-Подільського, звідти все далі на захід.
У Проскурові тиф змусив Базильського здати командування, запорожці переправили його на зайняту поляками територію. У грудні 1919 року був інтернований поляками. У травні-липні 1920 року — командувач Запасових військ Армії УНР, що були переформовані у 1-шу Кулеметну дивізію, був начальником та інспектором цієї дивізії. З 5 жовтня 1920 року — генерал-хорунжий. На початку вересня призначений заступником командувача Лівої групи Армії УНР із залишенням попередніх повноважень. З 12 жовтня 1920 року — начальник 1-ї Запорізької стрілецької дивізії Армії УНР.
18 листопада переважаючі сили більшовиків змусили Ліву групу полишити Проскурів, а 21 листопада в складі Армії УНР перетнути польський кордон.
1-у Запорізьку дивізію польська влада розмістила в таборі для інтернованих Пикуличі під Перемишлем. «У частинах 50 % зовсім без взуття і до 35 % у дуже рваних чоботях, до 35 % зовсім без шинелей» — доповідав командуванню про перебування у таборі Базильський. В кінці лютого — на початку березня 1921 року поляки переводять дивізію в Вадовиці. Базильський та І. В. Омелянович-Павленко докладають чимало зусиль, щоб організувати у Вадовицях культурно-освітній відділ; їх зусиллями видавалося кілька журналів та тижневик, для жіноцтва діяла студія народної вишивки, яку вела Марія Базильська — дружина генерала — випускниця Смольного інституту. У березні 1921 організовано табірний кооператив «Запорожець», прибутки від діяльності якого йшли винятково на благодійні цілі.
У таборі для інтернованих почалася політизація в пошуках винного, через кого вояки втратили Батьківщину, незадоволені висували різноманітні претензії, доходило до відкритої ворожнечі. 14 квітня 1921 Базильський, намагаючись перебувати поза політикою, наказом по табору забороняє вступати військовим до політичних та громадських організацій. Коли це не подіяло, 20 квітня усунув з керівних посад політичних опонентів-старшин. 6 травня Головний отаман наказує командарму генералу Михайлу Омеляновичу-Павленку усунути Базильського від керівництва. Омелянович-Павленко наказ виконав, та в знак протесту сам написав клопотання про відставку. У серпні голова Вищого військового суду О.Чехович виправдав дії Базильського, родина переїхала на проживання до Каліша, при цьому він відмовився від генеральських пільг.
Після ліквідації таборів для інтернованих вояків у Каліші ветерани заснували Українську станицю, Базильський входив до складу управи, відповідав за культурно-просвітню роботу. 1925 року став співорганізатором Українського військово-історичного товариства в Каліші. 1929 року за його сприяння викуплено у польського уряду українське кладовище у Каліші. Від 1936 року, як командир 1-ї Запорізької дивізії, входив до Головної Ради «Хреста Симона Петлюри».
Під кінець життя захворів на анемію, коштів не було, а просити не вмів. Останні дні провів у шпиталі Святої Трійці в Каліші. Помер 17 жовтня 1937 року та похований у місті Каліш (Польща).

## Вшанування пам'яті
- 1 червня 2012 рішенням Соколівської сільської ради центральній площі села присвоєно ім'я генерала Армії УНР Гаврила Базильського.
- 29 липня 2012 року у селі Соколівка Жашківського району Черкаської області відбулось урочисте освячення пам'ятного знака воїнам Армії УНР. На відкритті монументу були присутні селяни, гості з Києва та сільський голова Соколівки Микола Суровський. Урочисте освячення пам'ятного знака здійснив ієрей Української Православної Церкви Київського Патріархату Віталій Большак.